# Karsimatherium
Karsimatherium es un género extinto de jiráfidos. Fue nombrado por primera vez por Meladze en el año 1962, a partir de fósiles hallados en Georgia que datan del Mioceno tardío.